# Marianna Zorba
Marianna Zorba (Grieks: Μαριάννα Ζορμπά) (Athene, 1 december 1967) is een Grieks zangeres.

## Biografie
De carrière van Marianna Zorba startte in 1993 toen ze haar eerste album uitbracht. Ze is vooral bekend omwille van haar deelname aan het Eurovisiesongfestival 1997. De Griekse openbare omroep had haar intern geselecteerd, en ze mocht aldus Griekenland vertegenwoordigen in de Ierse hoofdstad Dublin met Horepse. Ze eindigde op de twaalfde plaats.
In de week voor aanvang van het festival verloofde ze zich met zanger en componist Manolis Manouselis. Enkele weken na het festival trad het koppel in het huwelijksbootje. In 2002 verhuisde ze naar Kreta, alwaar ze samen met haar man het duo Notios Anemos vormde. In 2005 brachten ze een album uit, zonder veel succes. Nadien concentreerde Zorba zich op haar job als muzieklerares.
1974: Marinella · 
1976: Mariza Koch · 
1977: Pascalis, Marianna, Robert & Bessy · 
1978: Tania Tsanaklidou · 
1979: Elpida · 
1980: Anna Vissi & Epikouri · 
1981: Yiannis Dimitras · 
1983: Kristi Stassinopoulou · 
1985: Takis Biniaris · 
1987: Bang · 
1988: Afroditi Frida · 
1989: Mariana Efstratiou · 
1990: Christos Callow & Wave · 
1991: Sophia Vossou · 
1992: Cleopatra · 
1993: Katerina Garbi · 
1994: Kostas Bigalis & The Sea Lovers · 
1995: Elina Konstantopoulou · 
1996: Mariana Efstratiou · 
1997: Marianna Zorba · 
1998: Thalassa · 
2001: Antique · 
2002: Michalis Rakintzis · 
2003: Mando · 
2004: Sakis Rouvas · 
2005: Elena Paparizou · 
2006: Anna Vissi · 
2007: Sarbel · 
2008: Kalomira · 
2009: Sakis Rouvas · 
2010: Giorgos Alkaios & Friends · 
2011: Loukas Giorkas feat. Stereo Mike · 
2012: Eleftheria Eleftheriou · 
2013: Koza Mostra feat. Agathonas Iakovidis · 
2014: Freaky Fortune feat. RiskyKidd · 
2015: Maria Elena Kiriakou · 
2016: Argo · 
2017: Demy · 
2018: Gianna Terzi · 
2019: Katerine Duska · 
2021: Stefania · 
2022: Amanda Tenfjord · 
2023: Victor Vernicos · 
2024: Marina Satti · 
2025: Klavdia
- Gemeinsame Normdatei: 1206710020
- Virtual International Authority File: 2848158491057811920006